# 2020年中華民國空軍F-5E戰鬥機墜毀事故
2020年中華民國空軍F-5E戰鬥機墜毀事故是於2020年10月29日發生的臺灣空難事故；一架隸屬中華民國空軍編號5261的F-5E戰鬥機當日上午於台東執行任務，起飛不到2分鐘因發動機失效墜落志航基地北面1浬海域，飛官朱冠甍上尉跳傘落海，經搶救不治殒命。

## 经过
10月29日，空军台东志航基地一架F-5E战斗机发生坠机，朱冠甍上尉跳伞坠海，送往台東馬偕醫院搶救後，宣告不治。在飞机失事后，國防部空軍司令部下令将F-5E和F-5F所有战机全面停飞。中華民國國軍的F-5E是1974年10月开始出厂的一种战斗机，至1980年代中期停产。中華民國國防部早在十年前就表示要淘汰此种型号，由于此次事故，時任中華民國國防部部長嚴德發于2020年10月30日表示，2021年起將從台東聯隊優先淘汰F-5E，並在3年內全數汰換完畢。
2021年10月，F-5E報告尚未出爐

## 质疑
失事的飞行员朱冠甍曾私下对其母亲称“F-5E早晚會出問題。”。10月29日，中國國民黨立法委員溫玉霞在立法院外交及國防委員會向中華民國國家安全局局長邱國正質詢是否因為飛機老舊而經常出事，邱國正坦言道“國軍面臨滿大難處”。

## 相关
- 2020年中国人民解放军台海演练
- 2021年3月中華民國空軍F5E戰鬥機墜毀事故